# Mount St. Helens
Mount St. Helens er en aktiv stratovulkan i staten Washington i det nordvestlige USA 154 km syd for Seattle og 87 nord-øst for Portland, Oregon. Den sprang i luften i 1980, da den ene side af vulkanen gav efter som følge af en blokade af magmaen inde i selve vulkanen. Vulkanen er en del af bjergkæden  Cascades.